# Enric Matalí i Timoneda
Enric Matalí i Timoneda (Valencia, 19 de diciembre de 1903; Valencia, 30 de diciembre de 1984) fue un miembro del ámbito cultural en valenciano, cronista oficial de Énova y miembro de la junta directiva de la Sociedad Filarmónica de Valencia.

## Vida
Nació en la calle del Mar 74, 4º piso, hijo mayor del matrimonio de Enric Matalí i Huguet, cerrajero valenciano con taller propio especializado en cajas fuertes y de familia oriunda de Játiva,  e Isabel Timoneda i Alcober, natural de Valdeltormo, en la comarca aragonesa de la Matarraña, de habla catalana.
La buena posición económica de la familia le permitió estudiar en la Alianza Francesa, aspirando a estudiar medicina, como su grupo de compañeros de estudios, muchos de los cuales llegaron a ser médicos como Miguel González Gramage. El fallecimiento en 1921 de su padre por las consecuencias de un accidente laboral, le forzó a abandonar sus estudios y la familia se vio en la necesidad de cambiar de domicilio. Enric Matalí tuvo que buscar empleo, en lo que contó con la ayuda de González Gramage. Entró a trabajar para un terrateniente y comerciante de vinos, Joaquín Rodrigo Peirats, tío del Maestro Rodrigo.
Fue ferviente republicano, como su padre, profesaba el catolicismo. En 1934 contrajo matrimonio con Amèlia Castelló. Tuvieron una hija que nació en diciembre de 1936. Aunque no había realizado el servicio militar por ser hijo de viuda, fue movilizado, siendo asignado a las oficinas de Armamento y Construcción.
En la posguerra se vio obligado a tomar un segundo empleo, ya que además de a su esposa e hija, debía mantener a una cuñada viuda y su hija. Pese a su republicanismo, el hecho de no haber militado en ninguna organización le evita las represalias que sufren algunos de sus familiares.
A inicios de los años sesenta quedó en paro. Constituyó con su yerno una empresa comercial. Con este cambio consiguió estabilidad económica y establecer contactos con personas de la vida cultural catalana, en particular con el Òmnium Cultural. La mejor situación económica le permite dedicar más tiempo a sus tareas en la Filarmónica y como cronista de Énova.
Fue socio de Lo Rat Penat hasta su fallecimiento, pese a no estar de acuerdo con las cuestiones ortográficas posteriores.
Falleció el 30 de diciembre de 1984, pocos meses después de ver cumplido su deseo de visitar Salzburgo, ciudad de Mozart. La Junta de Gobierno de Lo Rat Penat, el día 17 de enero de 1985, bajo la presidencia de Joan Gil i Barberà y la secretaría de Vicent Ramos i Catalayud, expresó su condolencia por su fallecimiento.

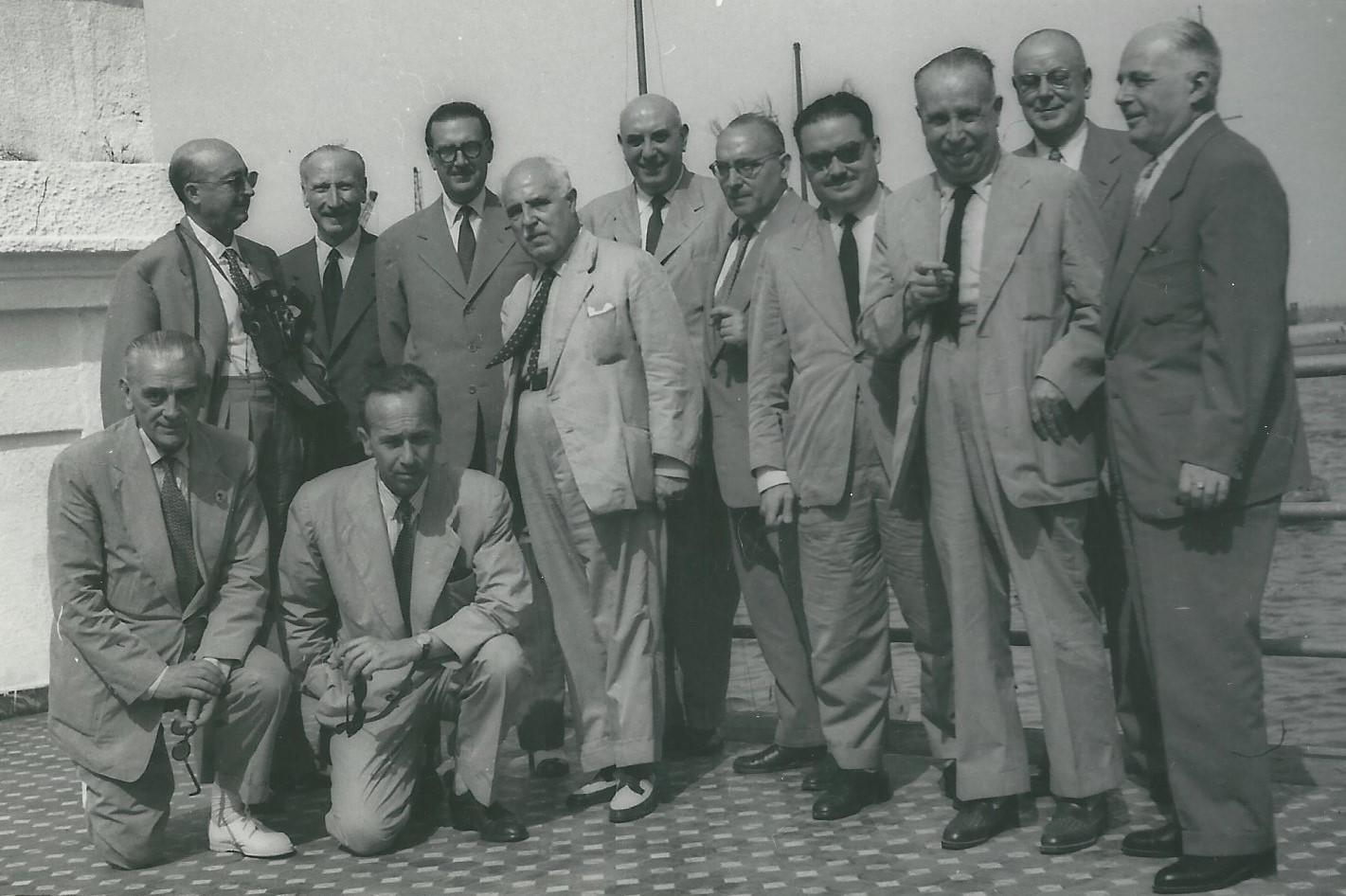
Junta de Gobierno de la Sociedad Filarmónica de Valencia en 1956.
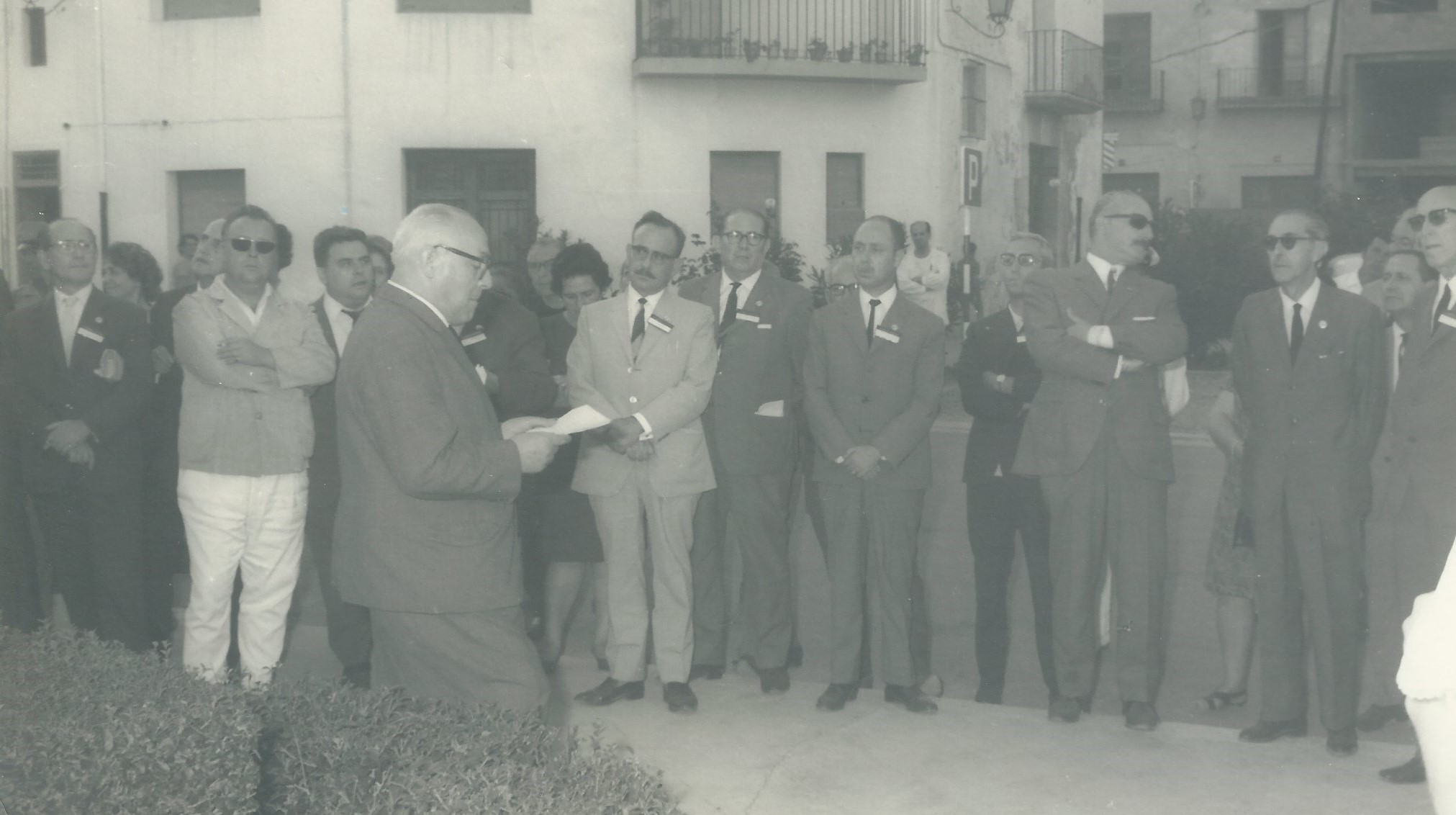
Reunión de Cronistas del Reino a Vinaroz.
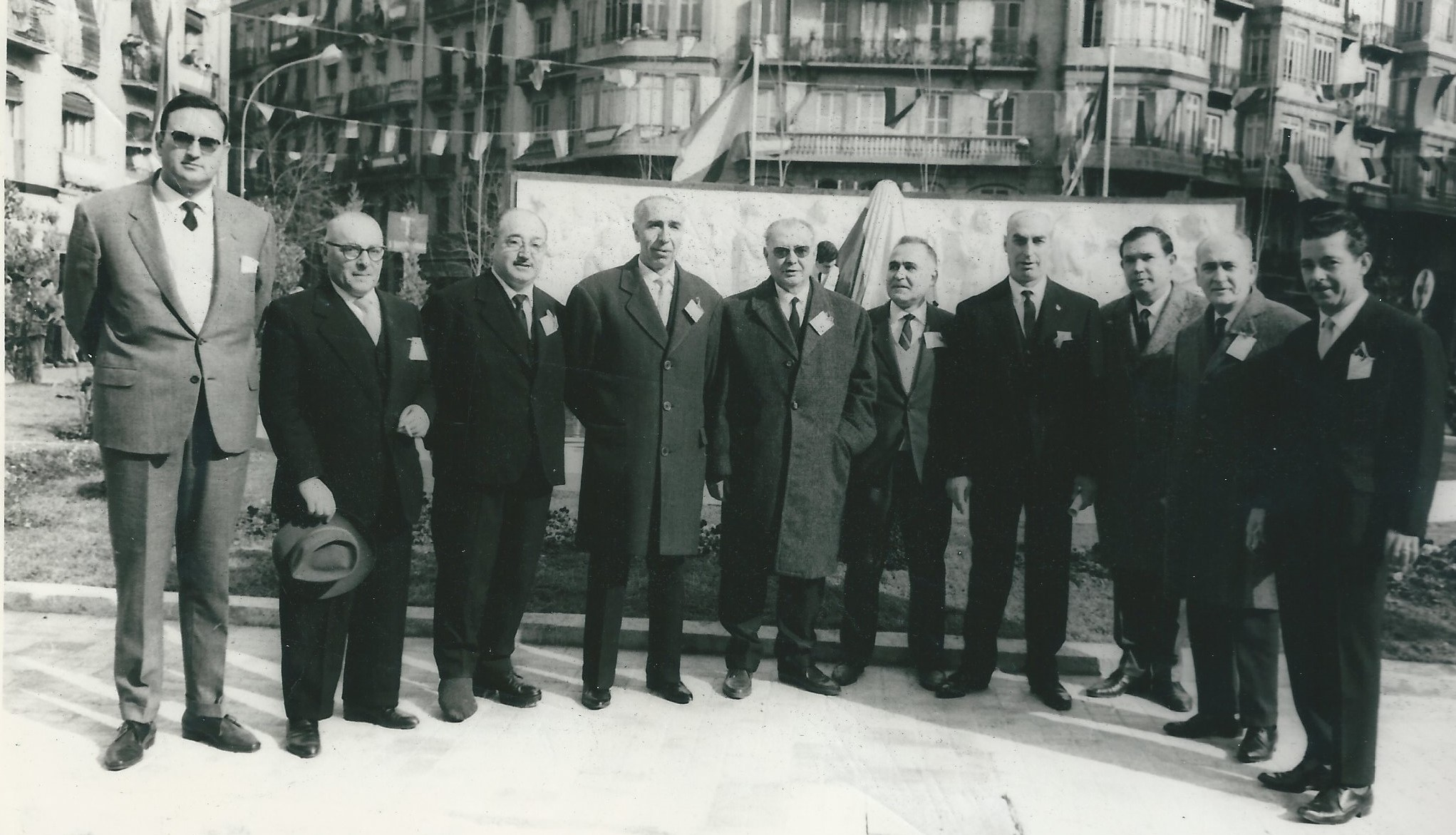
Inauguración monumento a Serrano febrero de 1965.
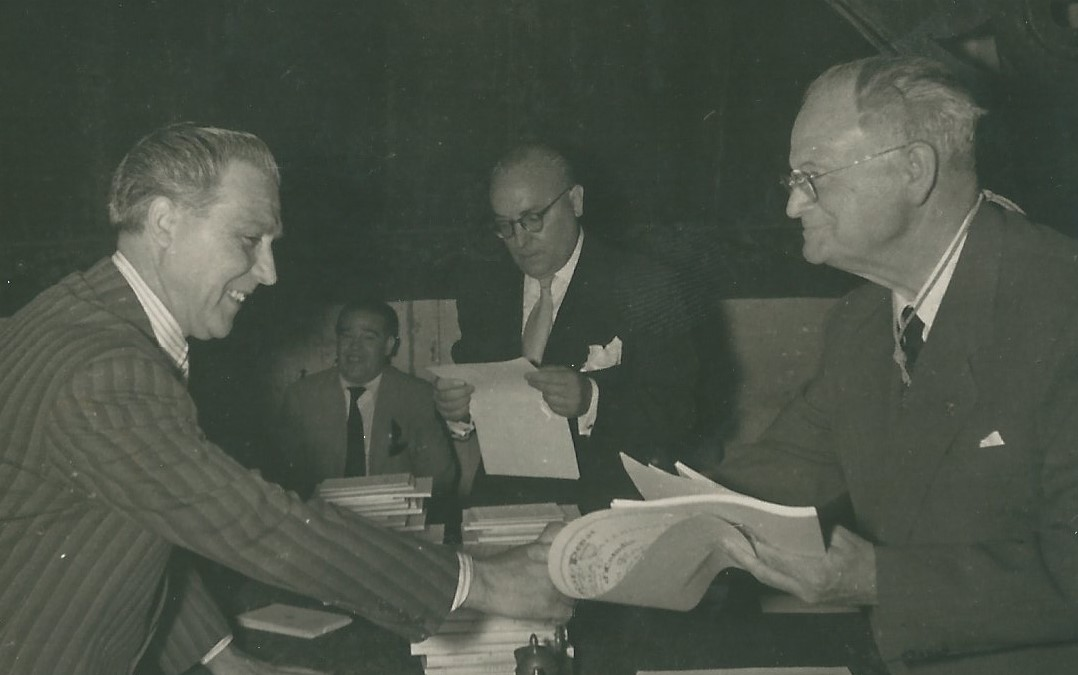
Entrega de certificados en el acto de clausura de los cuross de Lo Rat-Penat de 1955.
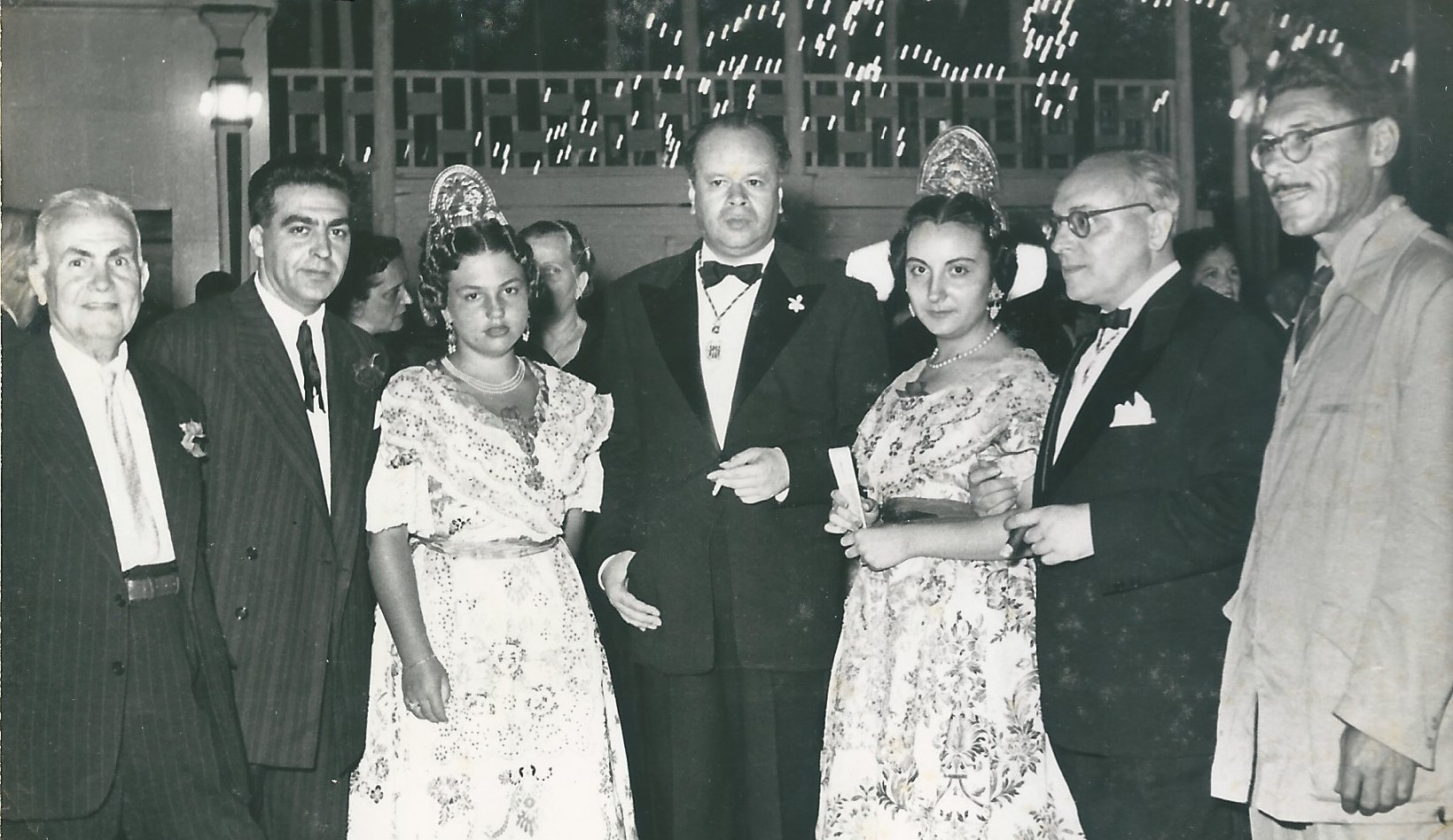
Jocs Florals de 1956 con Josep Cervera i Grifol y Ricard Sanmartín Bargues que hizo de mantenedor del acto.

## Actividad en la Sociedad Filarmónica de Valencia
Por tradición paterna, desde muy joven perteneció a la Sociedad Filarmónica de Valencia. Como esta institución no contaba con coro fijo, su padre se presentaba a las pruebas de selección ocasionales, llegando a cantar en el mismo. Enric Matalí formó parte de diversas juntas directivas, siendo vicesecretario cuando falleció. En 1961 fue nombrado contador y desde 1970 estuvo encargado de la contratación, recepción y ensayos de orquestas y solistas, mantuvo correspondencia y amistad entre otros con José Iturbi, Arthur Rubinstein, Joaquín Rodrigo, Enrique García Asensio, Montserrat Caballé y Lucero Tena.

## Promoción del valenciano
Por su amistad de juventud con el pediatra Miguel González Gramage entró en contacto con Vicente Sorribes Gramage, primo del anterior y cura párroco de Rocafort, único pueblo donde la misa se celebraba en valenciano después de guerra, así como con Ricard Sanmartín Bargues. Sanmartín era un joyero y poeta que gracias a su situación económica pudo iniciar, primero en 1912 y después en 1940, la edición de Pensat i Fet, una revista fallera íntegramente en valenciano. A esta actividad editorial se añadió desde 1948 la financiación de la editorial Lletres Valencianes, que editaba la obra de autores como Carles Salvador, Pasqual Asins, Maria Ibars, Josep Mascarell y los propios Sanmartín y Sorribes. A través de Sorribes, Enric Matalí también entró en contacto con representantes del valencianismo de preguerra, como Emili Beüt o Enric Soler i Godes.
Por estos contactos se integra en 1948 en Lo Rat Penat. Allí conoce la idea de Carles Salvador de poner en marcha unos cursos de lengua valenciana. Siendo el único del grupo que carecía de formación filológica y que no formó parte de los círculos valencianistas de preguerra, se hace cargo de todas las tareas administrativas. Así no solo hacía de secretario y administrador de los mismos, sino que se encargaba de las relaciones con los medios, las editoriales, la censura, e incluso gestionaba ante la policía las licencias para realizar los actos.
El 15 de febrero de 1949 se inició un primer curso de gramática oral y por correspondencia dirigido por Francesc Ferrer Pastor.
El año 1951, con la autorización del presidente de Lo Rat Penat, Manuel González Martí, inicia el primero de los cursos de lengua valenciana bajo la dirección de Carles Salvador. Las expectativas de participación son superadas, con 93 inscritos en la primera edición que pasan a ser 180 al curso siguiente. Para gestionarlo hay que reclutar un equipo que apoye a Matalí, quien sigue siendo un pluriempleado con una economía precaria.
Se matricula, y sigue, los primeros cursos de valenciano que imparte el profesor Manuel Sanchis Guarner los años 1954 y 1955 en la Facultad de Filosofía y Letras de la Universidad Literaria de Valencia.
A petición de González Martí, el 13 de febrero de 1955 fue nombrado secretario de Lo Rat Penat. Su llegada a este puesto se debe tanto al papel desarrollado en la administración de la entidad como al hecho de que no formara parte de ninguna de las dos posiciones ideológicas contrapuestas que se dan en la misma.
En 1955 se hizo cargo desinteresadamente de la administración completa de la primera edición del Diccionario Valenciano y de la Rima de Francesc Ferrer i Pastor.
El año 1962 por designación de Gaetà Huguet i Segarra fue miembro de la Fundación Gaetà Huguet de Castellón.
En 1978 presenta su dimisión irrevocable como presidente de la Comisión de Cursos de Lo Rat Penat, en respuesta a la revisión por parte de los secesionistas lingüísticos de la gramática de Carles Salvador. Aunque siguió siendo socio, no volvió más a su sede social

## Centro de Cultura Valenciana
En el año 1950, animado por Emili Beüt, fue miembro del Centro de Cultura Valenciana. Cuando en 1953 Alejandro García Planas, de la revista Pentagrama, constituye la Junta Pro-Monumento al Maestro José Serrano, Enric Matalí es nombrado contador a propuesta de Jaume Bru i Vidal, otro ratpenatista miembro del CCV. Matalí ocupó este cargo no remunerado hasta 1965, cuando se entregó el monumento. Esta junta estaba presidida por el alcalde de Valencia Adolfo Rincón de Arellano.
Formó parte de la Sección de Cronistas del Centro de Cultura Valenciana, pues en febrero de 1958 fue nombrado Cronista Oficial de Énova, de donde era originaria su esposa, no abandonando esta tarea hasta 1980.

## Obras en que se le cita
- Diccionari Valenciâ i de la Rima. Francesc Ferrer Pastor y Josep Giner. Editorial Frederic Domenech Valencia 1956
- Llengua i política. Cultura i nació. Un epistolari valencià durant el franquisme. Alfons Cucó y Santi Cortés. Edicions 3 i 4. Valencia. 1997.
- No tot era Levante Feliz. Nacionalistes valencians. 1950-1960. Xavier Ferré. Edicions Alamtor. Benicarló. 2000.
- El valencianisme republicà a l'exili. Generalitat Valenciana. Comisió V Centenari del Descobriment d'Amèrica Encontre de dos mons. (El interés de esta comisión en el epistolario de Enric Matalí estriba en que se escribía con exiliados en México).
- Manuel Sanchís Guarner 1911 1981. Una vida per al diàleg. Santi Cortés. Institut de Filología Valenciana y Publicacions de l'Abadia de Montserrat. Valencia y Barcelona. 2002.
- València sota el règim franquista. 1939 - 1951. Santi Cortés. Biblioteca Sanchis Guarner del Institut de Filología Valenciana. 1995.
- Historia de Lo Rat Penat. Antonio Igual Úbeda. Ayuntamiento de Valencia. 1959.
- Ensenyament i resistència cultural. Els Cursos de Llengua de Lo Rat Penat 1949 - 1975. Santi Cortés. Denes Editorial - Paiporta 2006.
- Manuel Sanchis Guarner.Un humanista valencià del segle XX . Santi Cortés i Vicent Josep EscartíJosep Escartí Soriano. Acadèmia Valenciana de la Llengua-València 2006
- L'Énova 2007-Història i Tradicions. Regidoria d'Educació i Festes. Editado por la Generalidad Valenciana y el Ayuntamiento de Énova.
- Abans i després de Nosaltres els Valencians-Moviment polític de construcció nacional als anys seixanta , Xavier Ferré i Trill. Curial-Barcelona 2001
- El Mestre Carles Salvador,- Manuel Pertegas Ruiz, Santa Cecilia 2005